# Helmut Roth (Fußballspieler)
Helmut Roth (* 5. Januar 1950) ist ein ehemaliger deutscher Fußballspieler, der für den TSV 1860 München und den MSV Duisburg insgesamt 12 Partien in der Bundesliga bestritt.

## Karriere

### Beginn seiner Laufbahn bei 1860 München (bis 1970)
Roth spielte in seiner Jugend für den SV 03 Tübingen und erwies sich dort als sehr talentierter Abwehrspieler, was ihm Berufungen in die Schülernationalmannschaft der Bundesrepublik einbrachte. Er nahm 1967 in der Türkei und 1968 in Frankreich mit der Jugendnationalmannschaft des DFB am UEFA-Juniorenturnier teil. Im Rahmen eines Länderspiels gegen England wurde der Bundesligist TSV 1860 München auf ihn aufmerksam. Kurz darauf unterschrieb Roth, der damals keinen Spielerberater hatte, einen Vertrag bei den „Löwen“ und zählte somit ab der Saison 1968/69 zu deren Bundesligakader. In München bildete er eine Wohngemeinschaft mit seinem Kollegen Klaus Fischer, welcher es später bis in die Nationalelf schaffte und große Bekanntheit erlangte. Laut Fischer besaß Roth hohe technische Qualitäten, die sich besonders im Zweikampf äußerten, allerdings hatte er von Beginn an Schwierigkeiten mit dem harten Training der Profis. Am 4. September 1968 stand er bei einem 2:1-Sieg gegen Borussia Dortmund in der ersten Elf und erreichte damit sein Bundesligadebüt. Während er im weiteren Verlauf der Spielzeit noch gelegentlich aufgeboten wurde, warf ihn in der Spielzeit 1969/70 ein gebrochenes Schienbein zurück. Auch weil er daran anschließend keine besondere Unterstützung durch den Verein erhielt, dauerte der Heilungsprozess sehr lang und die Rückkehr ins Team gelang ihm überhaupt nicht mehr. Angesichts dessen verließ er den TSV 1860 München im Sommer 1970 und traf später selbst die Aussage, er hätte sich besser um eine Laufbahn auf Zweitliganiveau bemühen sollen.

### Weitere Profistationen in Lugano und Duisburg (1970–1972)
Nach seinem Abschied aus München schloss er sich für die Spielzeit 1970/71 dem Schweizer Erstligisten FC Lugano an. Bei Lugano nahm er einen Stammplatz ein, belegte mit der Mannschaft den dritten Tabellenplatz und erreichte 1971 das Endspiel des Schweizer Cups. In diesem wurde er gegen den Servette FC Genève in der 73. Minute eingewechselt, konnte eine 0:2-Niederlage seiner Elf aber nicht abwenden.
Im Vorfeld der Saison 1971/72 akzeptierte er ein Angebot des MSV Duisburg, welches ihm die Rückkehr in die Bundesliga ermöglichte. In einer Mannschaft um Akteure wie Michael Bella und Bernard Dietz sah er sich allerdings erheblicher Konkurrenz gegenüber und konnte sich dementsprechend nicht durchsetzen. Er kam über zwei Einsätze nicht hinaus, wobei er im Juni 1972 sein insgesamt zwölftes und letztes Bundesligaspiel bestritt. In der nachfolgenden Sommerpause verließ er sowohl den MSV als auch den deutschen Profifußball.

### Weitere Tätigkeit im Fußball (nach 1972)
1972 entschied sich Roth erneut für einen Wechsel ins Ausland und schloss sich dem spanischen Zweitligisten UE Sant Andreu an. Der Verein aus Barcelona blieb für ihn nur eine Zwischenstation, da er einige Zeit später nach Deutschland zurückkehrte und seine Laufbahn im baden-württembergischen Amateurfußball fortsetzte. Unter anderem lief er für den FV Biberach auf. Zu dieser Zeit geriet er durch Verschulden eines anderen Verkehrsteilnehmers in einen schweren Autounfall, der erhebliche Brandverletzungen verursachte. In der Zeit danach wirkte er in seiner Heimatregion rund um Tübingen als Trainer.